# Tamago
「tamago」（たまご）は、あいみょんの1stインディーズミニ・アルバム。Lastrum Music Entertainmentより2015年5月20日に発売された。

## 概要
本作は、あいみょんのインディーズおよびメジャーを通して初のミニ・アルバムであり、自身初の全国流通盤となる。
新曲の他、1stインディーズシングル『貴方解剖純愛歌  〜死ね〜』の楽曲も収録している。
ジャケットはコラージュ画像の中央に寿司のたまごが配置されており、あいみょん曰く「ファースト感」を出すためとのこと。
また、iTunes Store限定でボーナストラックとして「いいことしましょ」が収録されている。

## 収録曲
| 全作詞・作曲: あいみょん。 |                                                          |            |            |                            |
| #                          | タイトル                                                 | 作詞       | 作曲・編曲 | 編曲・サウンドプロデュース |
| 1.                         | 「貴方解剖純愛歌 〜死ね〜」                              | あいみょん | あいみょん | samfree                    |
| 2.                         | 「分かってくれよ」                                       | あいみょん | あいみょん |                            |
| 3.                         | 「お互い様やん」                                         | あいみょん | あいみょん |                            |
| 4.                         | 「○○ちゃん」                                             | あいみょん | あいみょん | 星野純一                   |
| 5.                         | 「夜行バス」                                             | あいみょん | あいみょん |                            |
| 6.                         | 「幸せになりたい」                                       | あいみょん | あいみょん | 宮田“レフティ”リョウ       |
| 7.                         | 「強がりました」                                         | あいみょん | あいみょん | 星野純一                   |
| 8.                         | 「ナウなヤングにバカウケするのは当たり前だのクラッ歌」   | あいみょん | あいみょん | 星野純一                   |
| 9.                         | 「いいことしましょ」(iTunes Store限定ボーナス・トラック) | あいみょん | あいみょん |                            |